# Савинка (Рассказовский район)
Са́винка — деревня в Рассказовском районе Тамбовской области России. Входит в состав Нижнеспасского сельсовета.

## География
Дееревня находится в центральной части Тамбовской области, в лесостепной зоне, в пределах Тамбовской равнины, на берегах ручья Пречистый Буерак.

## Климат
Климат характеризуется как умеренно континентальный, с относительно жарким летом и холодной продолжительной зимой. Среднегодовая температура воздуха — 5,4 °С. Средняя температура воздуха самого тёплого месяца (июля) — 19,9 °C (абсолютный максимум — 38,4 °С); самого холодного (января) — −10 °C (абсолютный минимум — −36,9 °С). Безморозный период длится 145—155 дней. Длительность вегетационного периода составляет 180—185 дней Среднегодовое количество атмосферных осадков составляет 525 мм, из которых 342 мм выпадает в период с апреля по октябрь. Снежный покров образуется в последней декаде ноября — начале декабря и держится в течение 125—130 дней.

## История
Впервые упоминается в епархиальных сведениях 1911 года по Ахтырскому сельскому приходу, как деревня Савинка, где было дворов крестьянских — 21.

## Население
| 2010 |
| ---- |
| 9    |

### Историческая численность населения
По данным 1911 года крестьянских дворов числилось 21, населения: мужского пола — 60, женского пола — 73 человек.
По данным Всесоюзной переписи 1926 года в Савинке : дворов крестьянских — 26: населения: мужского пола — 67, женского пола — 79 человека.
В 2002 году деревня насчитывала 29 жителей.
в 2010 году деревня насчитывала 10 жителей.

### Национальный и гендерный состав
Согласно результатам переписи 2002 года, в национальной структуре населения русские составляли 96 % из 28 чел., из них 13
мужчин, 15 женщин.

## Инфраструктура
Личное подсобное хозяйство.

## Транспорт
Просёлочные дороги.